# Prințul fractal
Prințul fractal (titlu originar în engleză The Fractal Prince) este al doilea roman științifico-fantastic de Hannu Rajaniemi care îl are în prim-plan pe hoțul gentleman postuman Jean le Flambeur. Cartea a fost publicată în Marea Britanie de Gollancz în septembrie 2012 și în SUA de Tor în același an. Romanul este al doilea dintr-o trilogie, după Hoțul cuantic (2010) și este urmat de Îngerul cauzalității (2014).

## Rezumat
După evenimentele din Hoțul cuantic, Jean le Flambeur și Mieli sunt în drum spre planeta Pământ. Jean încearcă să deschidă Cutia lui Schrödinger pe care a recuperat-o din palatul amintirilor de pe Oubliette. 
După ce face puține progrese, este sfătuit de nava spațială conștientă Perhonen să vorbească cu Mieli, care se dovedește a fi din nou posedată de pellegrini. De data aceasta, Jean o identifică pe angajatoarea lui Mieli ca fiind una dintre fondatoarele Sobornost, Joséphine Pellegrini, și o face să dezvăluie cum a fost capturat, găsind astfel indiciile necesare pentru a face planuri pentru următorul său jaf. După aceea, imediat, începe un atac din partea Vânătorului. Nava și echipajul abia au supraviețuit, iar Jean își dă seama că trebuie să găsească o modalitate mai bună de a deschide Cutia și încă rapid.
Mieli a fost foarte tăcută după ce au părăsit planeta Marte. Ea a renunțat aproape la toate în fața pellegrinilor, chiar și la identitatea ei, deoarece a promis că îi va lăsa pe pellegrini să o facă gogol în schimbul salvării hoțului. Totuși, faptul că trebuie să lucreze cu hoțul o pune la încercare, mai ales când hoțul face în cele din urmă ceva și mai neiertat decât să-i fure bijuteria lui Sydän.
În orașul Sirr, pe un Pământ devastat de cod sălbatic, Tawaddud și Dunyazad sunt surori și membre ale puternicei familii Gomelez. Tawaddud este oaia neagră a familiei, după ce a fugit de soțul ei și s-a asociat cu un djinn notoriu, o inteligență fără trup din deșertul sălbatic. Acum, Cassar Gomelez, tatăl ei, speră să o facă să câștige favoarea unui negustor de gogol, Abu Nuwas, astfel încât acesta să aibă suficiente voturi în Consiliu pentru viitoarea decizie de renegociere a Acordurilor Strigătului Mâniei cu Sobornost. Curând, Tawaddud este implicată într-o anchetă cu un trimis de la Sobornost privind crima care a declanșat nevoia tatălui ei de a crea o nouă alianță și este forțată să se confrunte cu vechi secrete care îl vor schimba pe Sirr pentru totdeauna.
Undeva în altă parte, într-o librărie și pe o plajă, un băiețel se joacă. Mama lui i-a spus să nu vorbească cu străinii, dar n-a mai fost nimeni aici până acum. Până acum. Ar trebui să vorbească cu ei?

## Influențe
În mulțumiri, Rajaniemi citează influența lui „Andy Clark⁠(d), Douglas Hofstadter, Maurice Leblanc, Jan Potocki și [...] O mie și una de nopți”.

### Autobucle
În roman, ideea că mintea este o buclă de sine ar fi putut fi influențată de teoriile profesorului de filosofie Andy Clark și de cartea Eu sunt o buclă ciudată (I Am a Strange Loop) a lui Douglas Hofstadter.

### Povești-cadru
Romanul folosește destul de mult povestirea în ramă, o caracteristică care apare și în O mie și una de nopți și Manuscrisul găsit la Saragosa de Jan Potocki. Mai multe personaje din Sirr sunt și omonimele personajelor din aceste două lucrări anterioare. Evenimentele din Hoțul cuantic sunt, de asemenea, repovestite cel puțin o dată de Jean le Flambeur în cursul evenimentelor din acest roman.

## Recepție
Romanul a avut recenzii în general pozitive.
Cu toate acestea, criticile la adresa romanului privesc stilul intransigent al lui Rajaniemi, de tipul „arată, nu spune”. De exemplu, Amy Goldschlager, scriind pentru Los Angeles Review of Books, a sugerat că „[o] explicație mai amplă a fizicii implicate („surfing peste unghiul de deficit”?) ar fi cu adevărat utilă, mai utilă decât descrierea problemei Pisicii lui Schrödinger anterior în carte”.